# Buckingham River
Buckingham River är ett vattendrag i Australien. Det ligger i territoriet Northern Territory, omkring 530 kilometer öster om territoriets huvudstad Darwin.
I omgivningarna runt Buckingham River växer huvudsakligen savannskog. Trakten runt Buckingham River är nära nog obefolkad, med mindre än två invånare per kvadratkilometer. Genomsnittlig årsnederbörd är 1 429 millimeter. Den regnigaste månaden är mars, med i genomsnitt 373 mm nederbörd, och den torraste är augusti, med 1 mm nederbörd.